# Міський стадіон (Баня-Лука)
Міський стадіон Баня-Лука (Gradski stadion Banja Luka / Градський стадіон Бања Лука) — багатофункціональний стадіон Баня-Лука в Боснії та Герцеговині. В даний час він використовується в основному для футбольних матчів і є домашнім майданчиком ФК Борак Баня-Лука. Стадіон може вмістити 10 030 сидячих глядачів.

## Історія
В Баня-Луці в футбол починають грати до Першої світової війни. У період між двома світовими війнами Баня-Лука був резиденцією однієї з національних суссоціацій Футбольної асоціації Югославії, Баня-Лука футбольної субосоціації. Популярність футболу зросла, головний міський клуб « Кражишнік» зумів пройти кваліфікацію до чемпіонату Югославії з футболу 1935–36 років, тому чиновники вважали нинішні засоби неадекватними. Новий стадіон з кращими умовами для гри та більшою місткістю був побудований у тому місці, де головний клуб у місті, СК Кражишнік, мав своє поле. Архітектором нового стадіону став Жарко Малич. Стадіон був офіційно відкритий 5 вересня 1937 року, Його першою офіційною назвою була «Стадіон Боголюба Куюнджича» на честь Куюнджича, одного з головних дарувальників стадіону, і заборонити Бабанину Врбас. У день інавгурації було зіграно дві гри. Перша, як розминка, була між Хайдуком Баня-Лука проти Метеора Крупи, а потім основна гра, між СК Крайшнік проти гостей, які були чемпіонами Югославії того року, БСК Белград.
Крім футболу, стадіон до Другої світової війни також використовувався для тогочасних популярних спортивних змагань товариства « Сокіл».
Після Другої світової війни нову владу було розпущено. Пізніше, коли почалася війна в Боснії, новостворена футбольна асоціація Республіки Сербської стадіон була обрана національним стадіоном самопроголошеної Республіки Сербської і була місцем, де 20 грудня 1992 року відбувся перший і єдиний матч з персонажами національної команди офіційної футбольної команди Республіки Сербської, було розіграно. Це було проти команди, яка представляла Республіку Сербська Крайна, і остаточним результатом було нічия 1: 1.

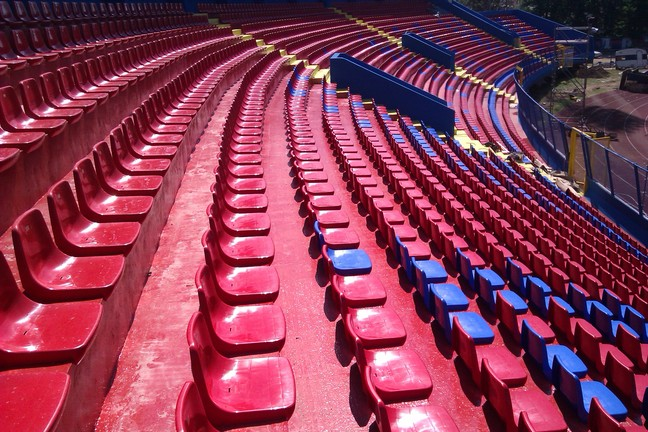
Північна трибуна міського стадіону в Баня-Луці, що будується протягом 2012 року.

Найбільша відвідуваність стадіону була зафіксована в 1989 році, коли там було 30 000 людей. У 1973 та 1981, 2010, 2012 роках стадіон зазнав декількох розширень та реконструкцій. Перший матч під рефлекторами був зіграний 11 жовтня 1973 року. Східна трибуна, на якій розташовані найвідданіші шанувальники, Лешинарі, була побудована в 1981 році. У 2010 році стадіон пройшов повну реконструкцію. Встановлено нові сидіння, відремонтовано роздягальні, побудований абсолютно новий VIP-зал та медіа-кімната, встановлено нове освітлення, звукові системи та відеоспостереження, відремонтовано трофейні, а також технічні приміщення. У 2012 році була побудована нова північна трибуна місткістю 2492 місця, що збільшило загальну місткість стадіону, нарешті, до 9 730. Сьогодні стадіон відповідає вимогам УЄФА щодо комфорту та безпеки глядачів, на ньому є окремий розділ для відвідувачів. За свою історію він провів численні міжнародні матчі на старшому рівні, зустрічі спортсменів, концерти відомих регіональних та світових зірок та інші прояви. Згідно з останніми планами, східна трибуна буде накрита дахом у найближчі роки. Найближчим часом розпочнеться будівництво південної трибуни, що збільшить загальну місткість приблизно до 13 000 місць.

## Новий стадіон
У 2008 році експертна комісія обрала концепцію будівництва нового стадіону. Новий стадіон матиме 30 000 місць, а весь комплекс займатиме 205 000 квадратних метрів.
Він буде включати два додаткові футбольні поля, майданчики для тенісу, баскетболу та волейболу. Вартість всього проекту оцінюється в 50 мільйонів євро, і він відповідатиме найвищим вимогам FIFA та УЄФА .